# 니컬러스 다고스토
니컬러스 디애거스토(Nicholas D'Agosto, 1980년 4월 17일 ~ )는 미국의 배우이다.

## 출연 작품

### 영화
- 일렉션 (1999)
- 로켓 사이언스 (2007, Rocket Science)
- 파이어드 업! (2009)
- 파이널 데스티네이션 5 (2011)

### 텔레비전
- 마스터스 오브 섹스 (2013-14)